# АК Киево
„АК Киево“ (на италиански: Associazione Calcio Chievo Verona, Асочационе Калчо Киево Верона) е футболен клуб от Верона, Италия, състезаващ се в Серия А.
Създаден е през 1929 г. от група футболни запалянковци в квартал Киево на град Верона. Младежите се събират и основават футболен клуб под наименованието „О.Н.Д. Киево“. Отначало тимът играе на аматьорско равнище.

## История
Клубът е основан през 1929 г. като „О.Н.Д. Киево“ (Opera Nazionale Dopolavoro Chievo – Национален клуб за развлечение Киево), като съкращението е наложено от структурата на спортните клубове по време на фашизма в Италия. Киево не разполагал със значителни финансови средства и не е участвал в официални първенства на Италианската футболна федерация. За сметка на това играе в аматьорски турнири и приятелски мачове срещу отбори, които се събирали да играят след края на работния ден.
Отборът официално дебютира в италианския футбол на 8 ноември 1931 г. През 1936 г. икономическа криза води до разпадането на „Киево“. Тимът се завръща на футболната сцена чак през 1948 г. Клубът се състезава в местния аматьорски шампионат до 1970 г., когато е допуснат до участие в Промоционе – регион Венето, по това време 5-о ниво на италианския футбол. Киево завършва на 1-во място в Група А на Промоционе през сезон 1974/75 и влиза в Серия Д. Значимо развитие клубът бележи след като сладкарската компания „Палуани“ инвестира в него, а през 1980 г. дори е преименуван на „Палуани Киево“.
През сезон 1985/86 Киево играе плейоф с Басано за влизане в Серия Ц2, но губи след равенство в редовното време и загуба при последвалите дузпи. Заради спортна измама обаче Басано са изключени и все пак Киево влиза в Серия Ц2, като името на компанията „Палуани“ отпада от названието на клуба. През следващите 2 сезона там Киево завършва на 4-то място, но през 1988/89 заема първото място в Група Б и се класира в Серия Ц1, където прекарва следващите 5 сезона. На 29 май 1994 г. мечтата на привържениците на клуба се сбъдва – в последния кръг в Карара срещу местния Карарезе Киево печели с 2:1, което му осигурява първото място и участие в Серия Б. През 1990 г. към името на клуба се добавя и „Верона“, за по-лесна идентификация на града на отбора.
През 1992 г. започва най-успешният период в историята на клуба. Няколко години трябват на веронци да се утвърдят в италианската Серия Б и през сезон 2000/01, водени от Луиджи Дел Нери, печелят историческа промоция в Серия А.
Първият сезон на „Киево“ в елита е повече от впечатляващ. Отборът прави фурор по италианските терени и в края на шампионата заема невероятното 5-о място, с което си осигурява участие в турнира за Купата на УЕФА. Дебютът на „Киево“ в европейските клубни турнири е скромен. Веронци отпадат още в първия кръг от сръбския гранд „Цървена Звезда“.
През следващите 2 сезона отбора завършва на почетните 7-о и 9-о място. Сезон 2004/05 обаче е изпълнен с трудности за Киево. Три кръга преди края веронци се намират сред изпадащите отбори, но след смяна на треньора и с последвали 2 победи и равенство отборът се спасява.
През сезон 2005/06 „летящите магаренца“ завършват на седмо място в първенството. Стабилното представяне на тима му осигурява още едно участие в турнира за Купата на УЕФА. По онова време част от водещите тимове в Италия са замесени в корупционния скандал „Калчополи“ и попадат под ударите на закона. Това осигурява на „жълто-сините“ 4-то място в първенството и първото им участие в турнира на Шампионска лига. Второто участие на Киево в европейските клубни турнири е отново неуспешно. В третия предварителен кръг на турнира веронци се изправят срещу българския шампион Левски (София). Първият мач в България завършва с победа 2:0 за „сините“. В реванша италианския отбор се добира до равенството 2:2, но отпада от турнира. Отпаднали от Шампионска лига, те продължават участието си в първия кръг на турнира за Купата на УЕФА, където са елиминирани от португалския Спортинг Брага.
През 2006 г. начело на отбора се завръща легендарният Луиджи Дел Нери, но въпреки това Киево изпада. В последния мач от сезон 2006/07 на веронци им е нужна само 1 точка срещу тима на Катания. Загубата с 0:2 ги праща на дъното и следва отпадане в Серия Б.
След изпадането Киево губи голяма част от звездните си играчи, както и треньора Дел Нери. С успешна трансферна стратегия, включително и налагането на таланти от собствената школа, в последния ден от сезон 2007/08 тимът триумфира като шампион на Серия Б и отново се завръща в Серия А.

## Летящите магаренца
Киево имат необичаен прякор. Привърженици на местния противник Елас Верона скандирали подигравателно, че Киево ще влезе в Серия А едва когато магаретата полетят. През сезон 2001/02 обаче това се случва и се състои вече и веронско дерби в Серия А, а Верона става петият град след Милано, Рим, Торино и Генуа, който има местно дерби в първия ешелон. Двата отбора си разменят по една победа, а накрая Верона отпадат в Серия Б, докато Киево завършва на 5-о място.

## Успехи
- Серия А 
  - 4-то място (1): 2005/06
- Серия Б
  -  Шампион (1): 2007/08
- Серия Ц1:
  -  Шампион (1): 1993/94 (Група А)

### Регионални
- Promozione Veneta:
  -  Шампион (1): 1974/75 (girone A)
- Seconda Categoria Veneta:
  -  Шампион (4): 1959/60 (girone A), 1964/65 (girone A), 1967/68 (girone A),[2] 1968/69 (girone A)
- Seconda Divisione Veneta:
  -  Шампион (1): 1950/51 (girone A)
- Seconda Categoria Veronese Sezione Propaganda FIGC:
  -  Шампион (2): 1934/35 (girone unico), 1935/36 (girone unico)
- Seconda Categoria Veronese Unione Libera Italiana del Calcio:
  -  Шампион (2): 1932/33 (girone A), 1934/35 (girone unico)

## Състав
Последна актуализация: 20 август 2018

## Известни бивши футболисти
- Симоне Перота
- Стефано Фиоре
- Кристиано Лукатели
- Оливер Бирхоф
- Лоренцо Д’Ана
- Амаури
- Жулио Сезар
- Аурелиан Патрашку
- Армандо Ваюши

## Български футболисти
- Радослав Кирилов: 2010-2018 - (0 мача - 0 гола)